# Korenbloemroest
De korenbloemroest (Puccinia cyani) is een autoecische schimmel behorend tot de familie Pucciniaceae. De schimmel is een endoparasiet van plantensoorten, die tot het geslacht Centaurie behoren. De schimmel komt over de hele wereld voor. In Nederland is de korenbloemroest uiterst zeldzaam.

## Morfologie
De honingkleurige spermogonia groeien aan beide zijden van het blad. De aecia zijn kaneelbruin. De lichtgele, 23-26 × 20-24 µm grote aeciosporen zijn bolvormig tot breed ellipsvormig en gestekeld. De uredinia zitten meestal aan de onderkant van het blad en zijn kaneelbruin. De kaneelbruine, 23–26 × 20–24 µm grote urediniosporen zijn eivormig tot breed ellipsvormig en gestekeld. Ze hebben twee equatoriale kiemporen. De telia zijn zwartbruin, poederachtig en naakt. De kastanjebruine, tweecellige, 35–42 × 25–28 µm grote teliosporen zijn meestal ellipsoïde tot breed ellipsoïde en gerimpeld. De afbrekende steel is kleurloos.

## Foto's

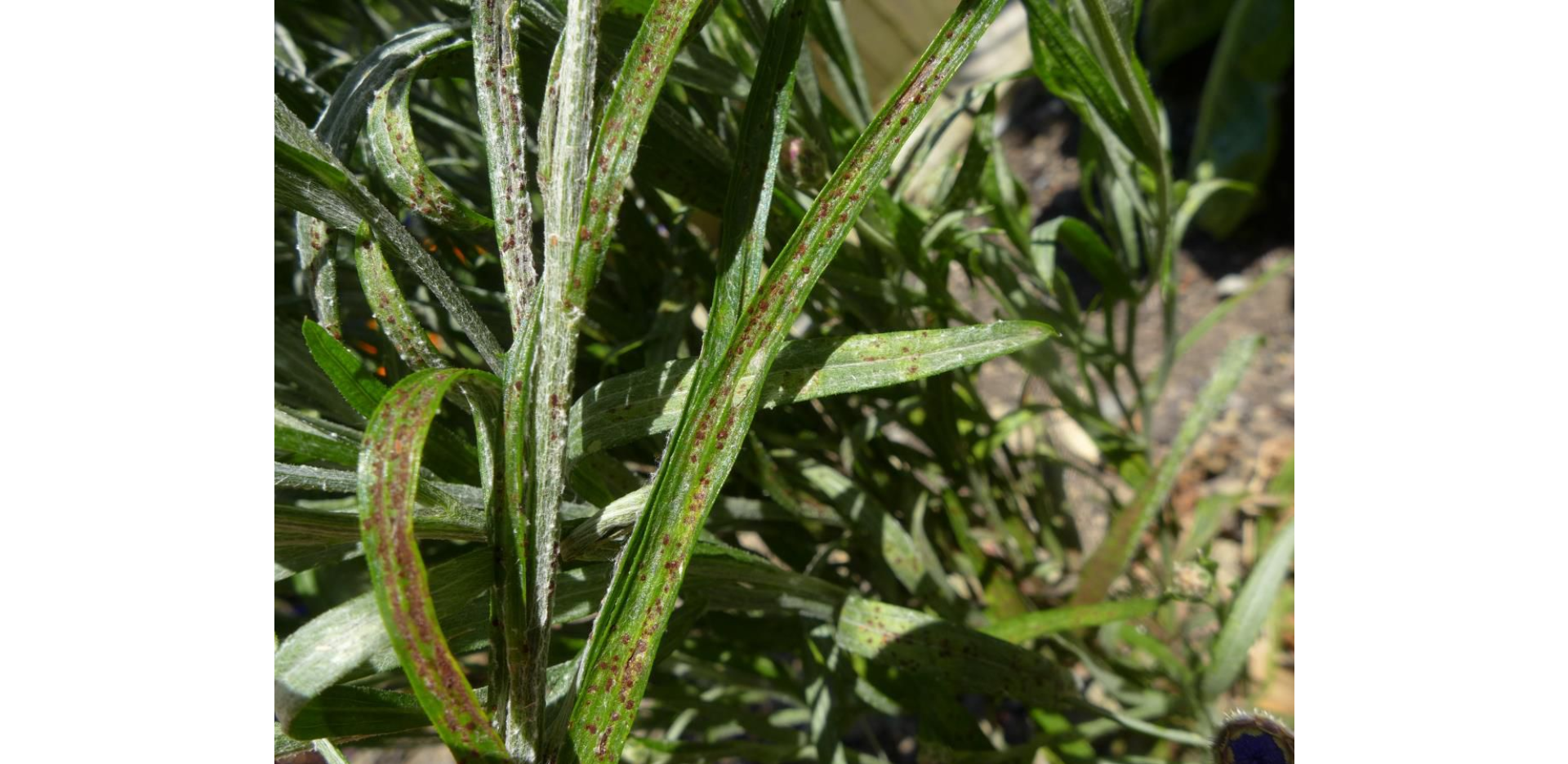
Uredinia
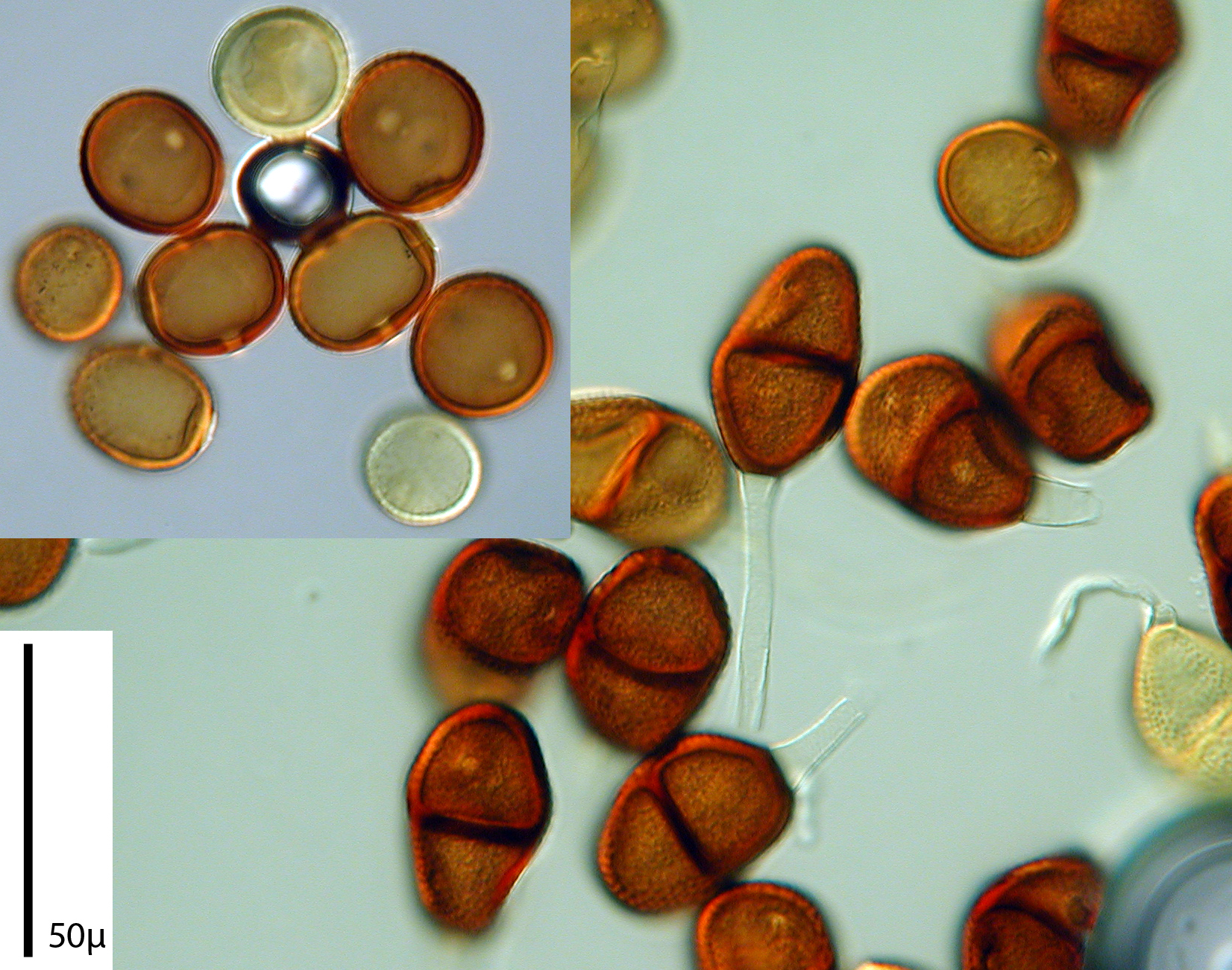
Urediniosporen en teliosporen